# Eva Andersén Karlsson
Eva Andersén Karlsson, född 12 december 1948, är en svensk docent och överläkare.

## Biografi
Andersén Karlsson tog läkarexamen vid Karolinska institutet 1973 och disputerade 1980. Hon var 1980–1985 biträdande överläkare vid St Eriks Sjukhus och 1986–2020 överläkare vid Södersjukhuset. År 1988 utnämndes hon till docent vid Karolinska institutet. 
Andersén Karlsson arbetade under många år med utvecklings- och kvalitetsfrågor inom läkemedelsanvändning. Hon har på debattplats påtalat problem med felaktig läkemedelsanvändning, och kartlagt incidenter med felmedicinering. 
Hon var 1993–2011 ordförande i Läkemedelsrådet vid Södersjukhuset, åren 2001–2009 ordförande i Södra läkemedelsekommittén vid Stockholms läns landsting och 2010–2016 ordförande i Stockholms läns läkemedelskommitté. Hon har 2002–2012 varit ledamot i vetenskapliga rådet vid Läkemedelsverket, och 1997–2009 varit ledamot av Läkemedelssakkunniga (Läksak) i Stockholms läns Landsting. Åren 2012–2015 var hon enhetschef för Läkemedelsstöd vid Hälso- och sjukvårdsförvaltningen vid Stockholms läns landsting.
Andersén Karlssons publicering har (2024) enligt Scopus drygt 500 citeringar och ett h-index på 10.